# Rodolfo Muller
Pour les articles homonymes, voir Muller.
Rodolfo Muller (né le 12 août 1876 à Livourne, en Italie et mort le 11 septembre 1947 à Paris) est un coureur cycliste italien, professionnel de 1898 à 1904 et un journaliste sportif. Vivant à Paris, il est aussi appelé sous la forme francisée Rodolphe Muller.
Il restera comme le premier Italien à disputer le Tour de France en 1903, qu'il termine en quatrième position, avec l'équipe La Française.

## Biographie
Livournais de naissance, mais français d'adoption, il est parmi les meilleurs coureurs italiens du début du XXe siècle, même s'il est souvent oublié par les Italiens, car il est considéré comme français alors qu'il est né suisse.
Sa carrière sportive professionnelle se déroule essentiellement en France. Il vit à Paris où sa famille émigre après la faillite de la maison de commerce Müller de Livourne, de 1896 jusqu'à sa mort en 1947. 
Il participe à des courses très importantes pour l'époque. 
Le 25 octobre 1899, il établit le record motocycle Paris-Turin en 57 heures (Référence: La Vie automobile).
Le 18 août 1902, il remporte la première course cycliste du Col du Tourmalet en arrivant 8 minutes et 30 secondes devant Jean Fischer.
Il est le seul coureur enregistré comme italien au départ du premier Tour de France de l'histoire en 1903 ; Ambroise Garin, aussi Italien, ne participera qu’à la cinquième étape. Avant la course lancée par l'Auto-Vélo, l'ancêtre de L'Équipe, le journal de son ami Henri Desgrange, il a fait un parcours de reconnaissance à motocycle dont il reste d'amusantes chroniques. Il termine le tour à la quatrième place du premier, à plus de 4 heures du vainqueur Maurice Garin.
Considéré comme un athlète complet, il termine troisième du Bol d'Or la même année. Il est souvent en mesure de se battre pour les premières positions sur chaque course, même s'il a une grande préférence pour les courses plus longues et plus difficiles.
Le 7 mars 1904, il remporte la course des 1 000 km à la Galerie des machines, le premier Vélodrome d'Hiver, une immense nef de métal et de verre construite pour l'Exposition universelle de 1889 occupant le Champ de Mars et démolie en 1909, en 28 heures, 44 minutes, 49 secondes 2/5, devant François Beaugendre qui en 30 heures a parcouru 970,333 km, tandis que Léon Georget arrive 6e avec 741,233 km à son actif. 
Il écope de deux ans de suspension lors de Bordeaux-Paris 1904, pour faute grave, tout comme le Français Léon Georget.

## Rodolfo/Rodolphe Muller raconté par lui-même
En avril 1945, le n. 20 du Bulletin de liaison des Anciens du cyclisme publie un article commandé au sportif dans lequel il se raconte:
« Si Achille fut trempé dans le Styx pour le rendre invulnérable, dans quel torrent m’a-t-on trempé pour être, une vie entière, voué aux sports ?
La natation remonte à l’enfance : elle se confond avec l’instinct. 
À huit ans [1884], j’accompagnais mon père dans son galop matinal à travers la campagne. Aucun obstacle ne me faisait peur. 
À douze ans [1888] je gagnais de jolis prix dans des concours de patinage à roulettes et sur glace, au collège en Suisse, j’étais le meilleur de ma classe.
Entre-temps, j’avais pour le bicycle un véritable culte. Dans mes déplacements, il me suivait comme mes objets de chevet.
À dix-huit ans [1894], membre d’un club nautique, je faisais partie d’une équipe de yoles de mer comme quatrième rame. Une malencontreuse poussée de clous au bras droit m’empêcha d’aller disputer un championnat sur le lac Majeur, championnat que mon équipe emporta de haute lutte. Quatre mois de dur entraînement pour rien.
Puis ce fut le vélo : définitivement le vélo.
N’ayant pas les moyens de me payer un beau vélo de course, la fortune paternelle enfuie, je débutais comme entraîneur, vulgaire pace-maker, comme l’on disait. J’entraînais en quadruplette entre autres Arthur Linton dans un certain Bordeaux-Paris en 1896 entre Orléans et Etampes. J’entraînais à tandem les amateurs dans leurs brèves distances très rapides. J’avais 20 ans.
En 1897, première course Paris-Cabourg. J’arrive troisième, sans un seul entraîneur à mon service. Je suivais Garin et Jules Dubois de très près. 1898 : première course sur piste à Roubaix, 48 heures. J’arrive deuxième derrière Stéphane. Gaston Rivière m’avait remarqué et ensemble nous allâmes courir Moscou-Saint-Pétersbourg cette même année.
Hélas ! Nous ne connaissions pas les routes russes et nous ne pouvions changer le développement de nos vélos, qui étaient des "Oméga" acatènes. Ce fut un désastre. Cette même année, je disputais les 72 heures du Parc des Princes. Tué par la chaleur torride de ces 3 jours je finis quatrième, au petit bonheur, dans l’insouciance la plus absolue de ma tâche.
L’année suivante [1899] ce furent les 100 heures à Roubaix. Miller, vainqueur des Six jours de New York était mon principal adversaire. Dans cette course, décidé à la gagner, je restais en selle du départ à la 29ème heure ayant couvert 780 kilomètres sans mettre pied à terre. A la 60ème heure, vivant sur mon avance, je pus dormir 50 minutes et repartir avec 6 kilomètres d’avance sur Miller. A la 80ème heure je tombais si lourdement, qu’il ne me fut plus possible de continuer.
La course si convoitée était perdue …
Dans un match-revanche derrière entraîneurs sur 100 miles, je battis Miller 15 jours après.
Des courses de 24 heures, j’en courus une douzaine. 
4 courses de six jours en Amérique. 
1901 : Paris-Brest et retour, 6ème au classement. 
1902 : Marseille-Paris : 2ème, 940 kilomètres : derrière Lesna avec ses nombreux entraîneurs, moi seul : Garin déclarant forfait, la maison ne crut pas utile de me passer les entraîneurs destinés à Garin.
Dans les Pyrénées, escaladant le Tourmalet deux fois en 200 km, je gagnais une course pour changement de vitesse, sous les auspices du Touring-Club.
1903 : Premier Tour de France : quatrième du classement. Bordeaux-Paris, 3ème derrière Garin, Lesna.
1904 : je gagne en mars une course de 1000 km à la Galerie des Machines. Bordeaux-Paris : 4ème, le Bol d’Or : 3ème.
Entre-temps je cours en moto à Château-Thierry ; à Spa, à salon avec mon équipier Derny.
Depuis 1904 : la grande route en auto. C’est la location d’automobiles que je fais à mon grand plaisir sur les conseils de mon vieil ami Constant Huret, loueur, lui aussi. L’art de parcourir l’Europe, les connaissances géographiques, le fait de parler quatre langues me donnèrent d’appréciables avantages.
À 40 ans [1916], j’essaie de la course à pied. Je gagne en 1917 et 18 le cross des ancêtres. Ma fierté n’est pas d’avoir battu dans ce sport des "vieux crabes", mais d’avoir fait les 12 km du dur parcours en 50 minutes, ce qui représente du 15 à l’heure en cross, ce à 40 ans.
J’ai toujours pratiqué ce sport merveilleux depuis ces ultimes succès de compétition. Je dois à la pratique constante du sport et aux lois qui s’y rattachent, à sa discipline, une santé parfaite et par là, la vie ne fut qu’une longue, une très longue jeunesse, tout à l’enthousiasme et à la grande joie de vivre ».

## Quelques liens
Son nom s'écrit Muller ou Müller. 
Il est le frère cadet du peintre et graveur Alfredo Müller.
Il est un arrière neveu du compositeur maltais Nicolas Isouard.

## Palmarès
- 1897
  - 3e de Paris-Cabourg
- 1898
  - 6e de Paris-Roubaix
- 1899 
  - Recordman Paris-Turin en motocycle
- 1901
  - 6e de Paris-Brest-Paris
- 1902
  - 2e de Marseille-Paris
  - 3e de La Seicento
  - 3e de la Corsa Nazionale
  - 3e de Bordeaux-Paris
- 1903
  - 3e du Bol d'or
  - 4e du Tour de France
- 1904
  - 1000 kilomètres du Vélodrome d'Hiver